# Bank Polski Spółka Akcyjna

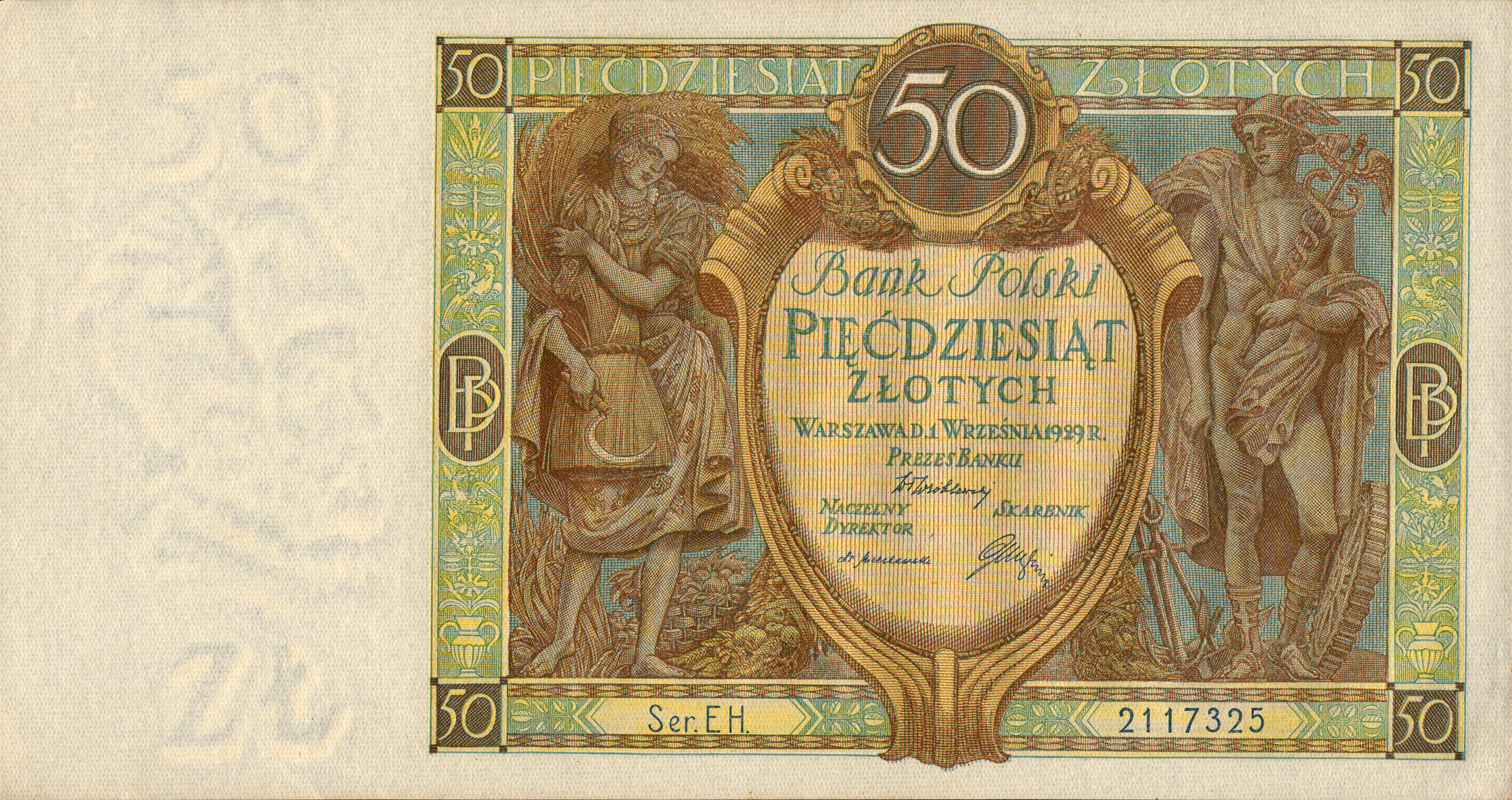
Awers banknotu o nominale 50 złotych z 1 września 1929 roku, wyemitownego przez Bank Polski

Bank Polski Spółka Akcyjna – bank prywatny z prawem emisji z siedzibą w Warszawie, założony 15 kwietnia 1924 (a faktycznie działający od 28 kwietnia 1924), na mocy ustawy o naprawie Skarbu Państwa i reformie walutowej, w formie spółki akcyjnej z kapitałem 100 mln zł. Później kapitał podniesiono do 150 mln, podzielonych na 1,5 mln akcji po 100 zł każda.
Siedziba banku mieściła się w budynku dawnego rosyjskiego Banku Państwa przy ul. Bielańskiej 10.

## Opis
Głównymi zadaniami Banku Polskiego S.A. były: emisja pieniądza, regulowanie obiegu pieniężnego i ułatwianie kredytu. Powołanie Banku było jednym z etapów reformy pieniądza Władysława Grabskiego. Ponieważ Bank był spółką akcyjną prawa handlowego, której akcje nabyli w drodze emisji publicznej zwykli obywatele, był w dużej mierze niezależny od rządu, ale realizował jego politykę pieniężną.
Władzami banku byli:
- Walne Zgromadzenie Akcjonariuszy
- Rada Banku (prezes, wiceprezes i 12 członków wybranych przez Zgromadzenia na 3 lata); wśród członków Rady znaleźli się między innymi: Stefan Przanowski, Alfred Falter, Zygmunt Karpiński.
- Prezes i wiceprezes Banku mianowani przez Prezydenta RP na wniosek Rady Ministrów na okres 5 lat z możliwością przedłużenia nominacji
- Dyrekcja
- Komisja Rewizyjna.

Prezesi Banku Polskiego:
1. Stanisław Karpiński (1924–1929)
2. Władysław Wróblewski (1929–1936)
3. Adam Koc (1936)
4. Władysław Byrka (1936–1941)
5. Bohdan Winiarski (1941–1946)
6. Edward Drożniak (1946–)

W latach 1926 i 1927 rząd zrzekł się ostatecznie prawa do emisji waluty polskiej na rzecz Banku Polskiego S.A., potwierdził jego niezależność od rządu i powołał stanowisko zagranicznego doradcy członka Rady Banku. Stanowisko to objął Charles Dewey, były zastępca sekretarza skarbu Stanów Zjednoczonych.
Bank miał monopol państwowy na emisję banknotów do 31 grudnia 1944 (przedłużony w 1939 r. do 31 grudnia 1954). Co najmniej 30% pieniądza miało mieć pokrycie w złocie (w mniejszej ilości w srebrze) i dewizach, po reformie z 1927 roku zwiększono ten próg do 40%. Dywidenda wypłacana akcjonariuszom nie mogła przekraczać 8%. Gdy zysk wynosił od 8 do 12%, to połowa przypadała Skarbowi Państwa, a druga połowa akcjonariuszom jako superdywidenda. Powyżej 12% państwo pobierało 2/3.
Likwidacja banku, wygaśnięcie przywileju lub dalsze prowadzenie banku jako zwykłego banku wymagały 2/3 głosów Walnego Zgromadzenia.
We wrześniu 1939 roku Ignacy Matuszewski i Henryk Floyar-Rajchman w dramatycznych okolicznościach ewakuowali poprzez Rumunię, Turcję i Syrię cały zapas złota i dewiz Banku Polskiego na terytorium Francji.
Siedzibą Banku Polskiego od 19 września 1939 roku był Paryż, a od 1 lipca 1940 r. – Londyn, skąd w roku 1946, decyzją zarządu pod przewodnictwem Bohdana Winiarskiego, Bank Polski przeniósł siedzibę władz do Warszawy. Do kraju przeniesiono także zapas złota z depozytów Banku w bankach brytyjskich, francuskich i amerykańskich, jak również wydrukowane w Wielkiej Brytanii banknoty, przeznaczone do obiegu w Polsce. Nie zostały jednak one dopuszczone do obiegu, ponieważ Rząd Tymczasowy (sukcesor PKWN) powołał 2 lutego 1945 roku Narodowy Bank Polski, odbierając BP prawo emisji. Z tego powodu BP wszedł 1951 r. w okres likwidacji zakończony w 1952 roku.
Zapas złota – majątek – będący pokryciem banknotów Banku Polskiego został rozdysponowany przez władze komunistyczne na wydatki budżetowe w latach 1946–1958, w tym częściowo został przeznaczony na odszkodowania dla wywłaszczonych w wyniku ustawy o nacjonalizacji przemysłu obywateli państw obcych (poprzez przekazanie stosownych kaucji rządom USA, Wielkiej Brytanii i Francji w konsekwencji stosownych umów kompensacyjnych (clearingowych), gdzie rządy tych krajów przejęły zobowiązania wobec swych obywateli z tytułu majątku pozostawionego (i wywłaszczonego) na terenie Polski).